# Патрича, Донат Константинович
Патри́ча Дона́т Константи́нович (24 ноября 1934, Малоянисоль — 6 декабря 2004, Донецк) — советский и украинский поэт и композитор, переводчик с греческого языка, заслуженный работник культуры Украины. Член Национального союза писателей Украины (1994), почётный гражданин Володарского района и села Малоянисоль, первый директор Володарской музыкальной школы. Автор гимна «Приазовских греков Украины». Главный редактор газеты «Камбана» Донецкого общества греков.

## Биография
Родился в селе Малоянисоль Володарского района Донецкой области. В 1952 году окончил среднюю школу, 1956 — исторический факультет Сталинского педагогического института, а в 1966 году — заочно дирижёрско-хормейстерское отделения Донецкого государственного музыкального училища. В период 1956—1968 годов работал завучем Малоянисольской средней школы, одновременно руководил школьным хором. В 1958 году был назначен директором только что открытой Володарской детской музыкальной школы.
В 1978 году Д. К. Патрича был переведён на должность директора Донецкого областного научно-методического центра народного творчества и культурно-просветительной работы. В дальнейшем по его личной инициативе был проведен ряд фестивалей межнационального творчества, среди которых: «Хоровод дружбы», «К своим истокам», «Калиновая вода», «Северский Донец», «Волшебные вереницы»; всеукраинский, а впоследствии международный фестиваль греческой культуры «Мега Юрты» (1988). Также при содействии Д. К. Патрича было создано Донецкое областное объединение самодеятельных художников и народных мастеров. В 1989 году Патрича стал делегатом Учредительной конференции по созданию Всесоюзного общества советских греков, руководителем делегации приазовских греков на Всесоюзном фестивале культуры и искусства греков СССР.
С ноября 1998 года Д. К. Патричау работал председателем областного фонда культуры профсоюзов и одновременно главным редактором газеты «Камбан» («Колокол») Донецкого общества греков (с 2003 года).
В издательстве «Донбасс» вышли его книги на трёх языках (русском, украинском и греческом): «Наша доля» (1992 г.) — размышления о судьбе греков Приазовья (рус. язык), «Азмонита стиреис» («Незабываемые места», 1992 г.) о жизни и нравах приазовских греков (на греч. и рус. языках), переводы на греческий язык «Кобзаря», поэм «Марина», «Сова», «Давиду псалмы» и других произведений Т. Шевченко (1993), «Эна шилядьа маргаритариа» («Тысяча жемчужин», 1993 г.) — тысячи пословиц и поговорок приазовских греков, (на греч. и рус. языках в соавторстве с Леонтием Кирьяковым), «Ан иревс хаханиист, ан иревс Клапс» («Хоть смейся, хоть плачь», 1994 г.) — юмористические стихи и рассказы на основе фольклора приазовских греков (на греч. и укр. языках), «Земляки» (1998 г.) — книга очерков и стихов о лучших представителях приазовских греков (на греч. и рус. языках).
Д. К. Патрича также упорядочил несколько посмертных сборников стихов приазовских поэтов «О михио» («Заветное», 1994 г.) Г. К. Патрича «Зиси, Бугас» («Живи, Бугас!», 1997 г.) В. И. Бахтариса, сборники стихов Георгия, Леонида и Доната Патричи «д’Икем ту астру» (1997 г.), а также коллективного сборника греческих литераторов Донбасса «Моя Эллада — Украина» (1998 г.).

## Награды и память
Д. К. Патрича награждён Почётным Знаком Федерации греческих обществ Украины за выдающиеся заслуги перед греческим народом Украины в возрождении и развитии эллинизма.
В сентябре 2005 года Международному фестивалю греческой культуры «Мега Юрты» присвоено имя Доната Патрича. В ноябре 2005 года Володарский музыкальной школе присвоено имя её первого директора, там же установлена мемориальная доска. В октябре 2007 года Володарский райсовет и райгосадминистрация основали стипендию имени Доната Патричи для лучших учеников Володарской музыкальной школы.
В селе Малоянисоль посмертно открыт памятник Д. К. Патрича, автором проекта была Лариса Джарты, автор двух прижизненных портретов Доната Константиновича.

## Семья
Супруга — Любовь Семеновна Патрича, 1932 г, преподаватель истории, украинка. Дочь Татьяна, 1959 г. — преподаватель фортепиано, после смерти отца — главный редактор газеты «Камбана». Дочь Ольга, 1960 г. — главный менеджер туристической фирмы, г. Москва (Россия).